# Haploparmena
Haploparmena – rodzaj chrząszczy z rodziny kózkowatych i podrodziny zgrzypikowych.

## Zasięg występowania
Przedstawiciele tego rodzaju występują w Angoli.

## Systematyka
Do Haploparmena należą 2 gatunki:
- Haploparmena angolana
- Haploparmena marmorata